# Miltochrista rivalis
Miltochrista rivalis är en fjärilsart som beskrevs av John Henry Leech 1890. Miltochrista rivalis ingår i släktet Miltochrista och familjen björnspinnare. Inga underarter finns listade i Catalogue of Life.